# Danh sách núi lửa ở Honduras
Dưới đây là danh sách các núi lửa đã và đang hoạt động ở Honduras.
| Tên                | Độ cao | Độ cao | Địa điểm                                  | Lần phun trào cuối |
| Tên                | mét    | bộ     | Tọa độ                                    | Lần phun trào cuối |
| Isla el Tigre      | 783    | 2569   | 13°13′37″B 87°38′28″T / 13,227°B 87,641°T | Holocene           |
| Isla Zacate Grande | 640    | 2100   | 13°20′B 87°50′T / 13,33°B 87,83°T         | Holocene           |
| Lake Yojoa         | 1090   | 3576   | 14°59′B 87°59′T / 14,98°B 87,98°T         | Holocene           |
| Utila Island       | 74     | 243    | 16°06′B 86°54′T / 16,1°B 86,9°T           | Holocene           |